# Вулиця Замонастирська (Тернопіль)
Вулиця Замонастирська — одна з вулиць міста Тернополя, розташована в місцевості «Оболоня».

## Відомості
Розпочинається від кільцевого перехрестя вулиць Князя Острозького, Торговиця та Микулинецької, яке також називають «Рогатка». Пролягає спочатку на північний схід, потім робить два лівих (західних) повороти. Закінчується на перехресті з вулицями Пирогова і Татарською біля «горбатого» моста.
Дотичні вулиці: правобічні — Гайова, Мостова-бічна ; лівобічні — Ярослава Стецька, також Замонастирський провулок.

## Установи, організації
- Тернопільське вище професійне училище сфери послуг та туризму[2]
- Тернопільський благодійний фонд «Карітас»